# Lope de Olano
Lope de Olano (Azcoitia, Corona de Castilla ca. 1480 – Acla, reino de Tierra Firme, ca. 1517) fue un navegante español que llegó al Nuevo Mundo junto con Colón en su tercera expedición de 1498.

## Biografía
Posiblemente nació por el año 1480 en Azcoitia, (Guipúzcoa). Su padre fue un intelectual bachiller Juan de Olano, nacido en Miranda de Iraurgi, actualmente Azcoitia. Una de sus sobrinas María de Izaguirre fue casada con un sobrino de Ignacio de Loyola. Aunque no tenemos muchos datos sobre este ilustre navegante de familia aristocrática, sabemos que fue piloto del tercer viaje de Colón y que estaba en Santo Domingo cuando fue nombrado lugarteniente por Diego de Nicuesa, nombrado por el Rey como gobernador de Veragua en 1507.
La expedición de Nicuesa partió de Santo Domingo en 1509, llegó a Kalamarí (actual Cartagena de Indias), donde asistieron a Alonso de Ojeda, a quien se le había otorgado la gobernación de Nueva Andalucía, ante el fracaso de su primer intento por establecerse en el territorio.
La expedición de Nicuesa emprendió el camino, capitaneando Lope de Olano uno de los bergantines, con la información del cuarto viaje de Colón, llegando a la actual región de Belén. Ante la falta de acuerdo sobre la interpretación de la información sobre el territorio, especialmente la identificación de Veragua, Lope de Olano traicionó a Nicuesa, abandonando la expedición.

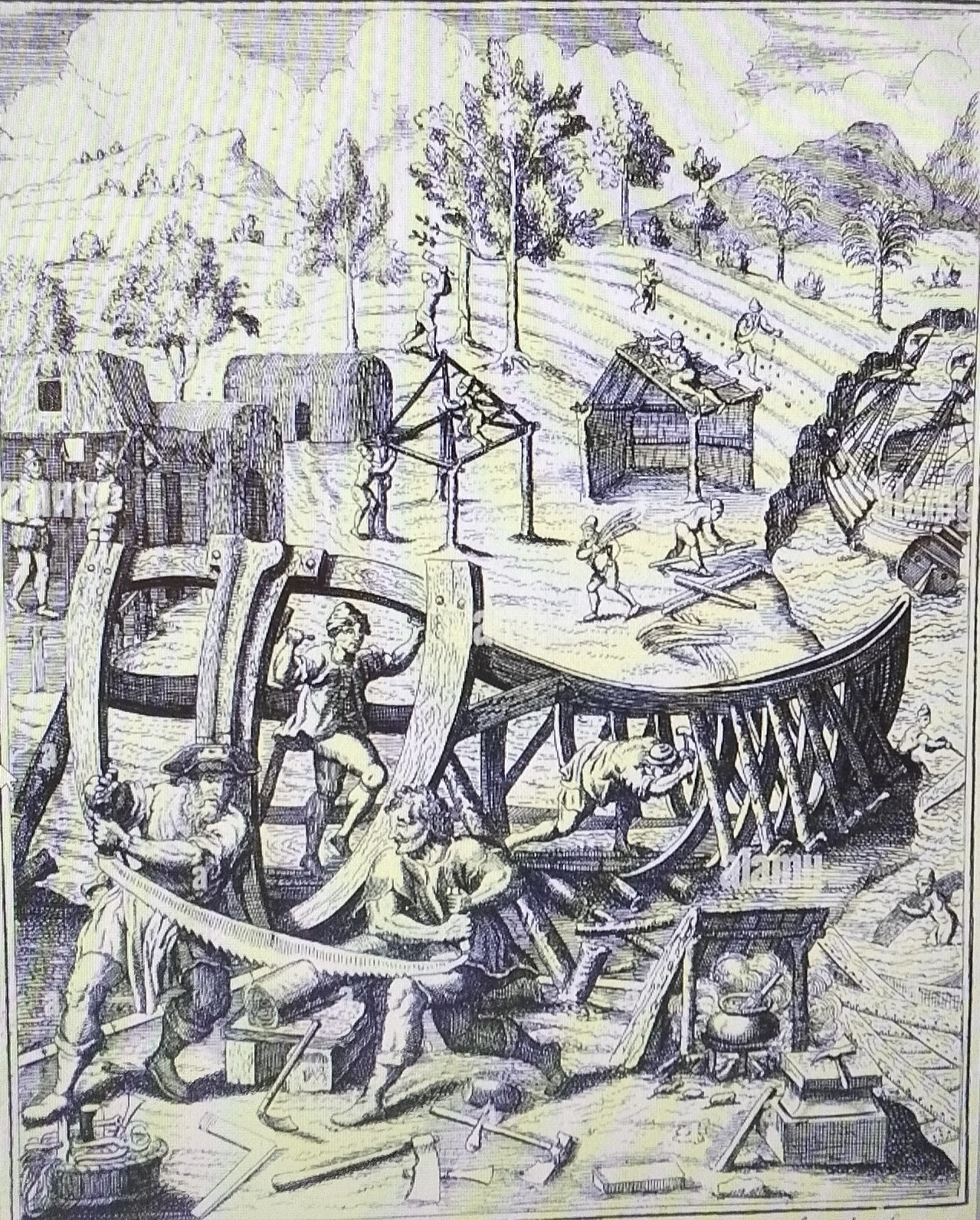
Construcción de una carabela por Lope de Olano

Su barco fue sorprendido por un huracán, llegando en noviembre de 1510 a unas islas a las que nombró Santa Catalina y San Andrés, y posteriormente la isla de Providencia, que conforman el actual Archipiélago de San Andrés, Providencia y Santa Catalina (Colombia). El capitán Lope de Olano regresó a Belén, donde fue acusado de traición por Nicuesa. Salvó la vida debido a lo mermada que había quedado la expedición de Nicuesa, que no podía prescindir del marino. 
La expedición de Nicuesa se dirigió en 1511 a Santa María la Antigua del Darién, primera ciudad fundada en tierra firme, para presentar un recurso jurisdiccional sobre esta ciudad ante Vasco Núñez de Balboa. Lope de Olano se desvinculó de Nicuesa, quien no obtuvo permiso para poner pie en la ciudad, siendo acogido por Martín Sánchez de Zamudio, alcalde de Santa María de Darién.
Recibió el encargo de fundar la efímera población de Acla por el gobernador Pedrarias Dávila. Por otro lado se tiene que en el archivo de Indias se encuentra todavía una cédula real pidiendo la remisión del preso Lope de Olano para ser juzgado en España, por cuestiones de falta al servicio de su Majestad, la cual no se pudo cumplir porque los indios del Cacique Careta acabaron con Olano y toda la guarnición de Acla en 1517.